# Rijksbeschermd gezicht Maassluis
Gezicht Maassluis is een van rijkswege beschermd stadsgezicht in Maassluis in de Nederlandse provincie Zuid-Holland. De procedure voor aanwijzing werd gestart op 8 oktober 1974. Het gebied werd op 12 april 1976 definitief aangewezen. Het beschermd gezicht beslaat een oppervlakte van 20,4 hectare.
Panden die binnen een beschermd gezicht vallen krijgen niet automatisch de status van beschermd monument. Wel zal de gemeente het bestemmingsplan aanpassen om nieuwe ontwikkelingen in het gebied te reguleren. De gezichtsbescherming richt zich op de stedenbouwkundige en cultuurhistorische waardering van een gebied en wil het toekomstig functioneren daarvan veiligstellen.
Hoofdelementen van het beschermd stadsgezicht worden gevormd door:
- Maasdijk, te weten Noorddijk, Hoogstraat, Zuiddijk
- De Vlieten, te weten Noordvliet n.z. & z.z., Zuidvliet, maar ook Dr. Kuyperkade (voormalig Zuidvliet z.z.)
- en de Haven (Noordgeer, De Kolk, Hellinggat).

Niet elk gebouw binnen dit gebied is automatisch een monument, maar er bevinden zich wel vele rijks- en gemeentelijke monumenten binnen dit gebied.
Voorbeelden van enkele Rijksmonumenten binnen dit gebied zijn: De Groote Kerk, het Gemeenlandshuis, het oude raadhuis, Arie de Groothuis en de Monstersche Sluis.

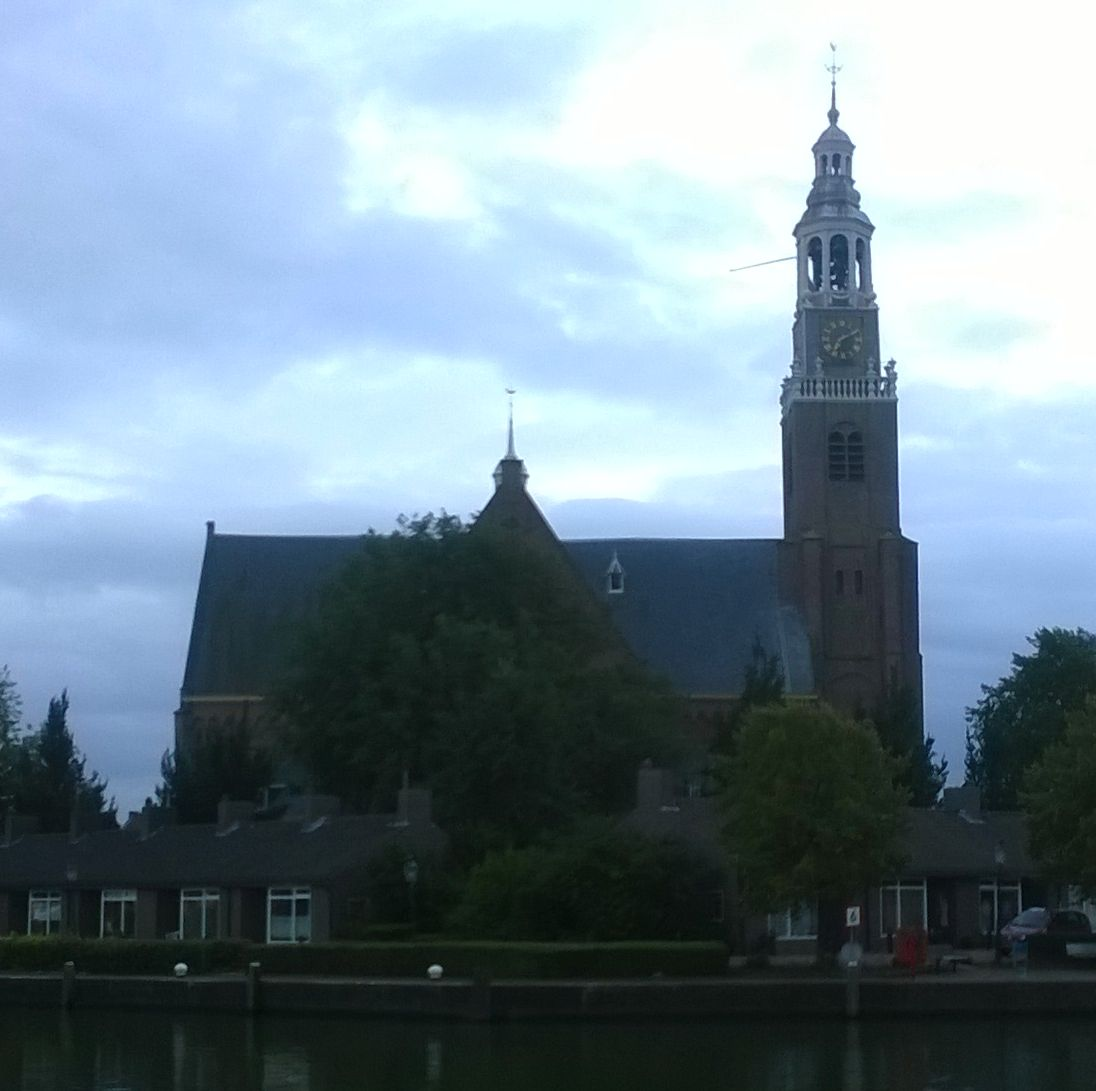
Groote Kerk
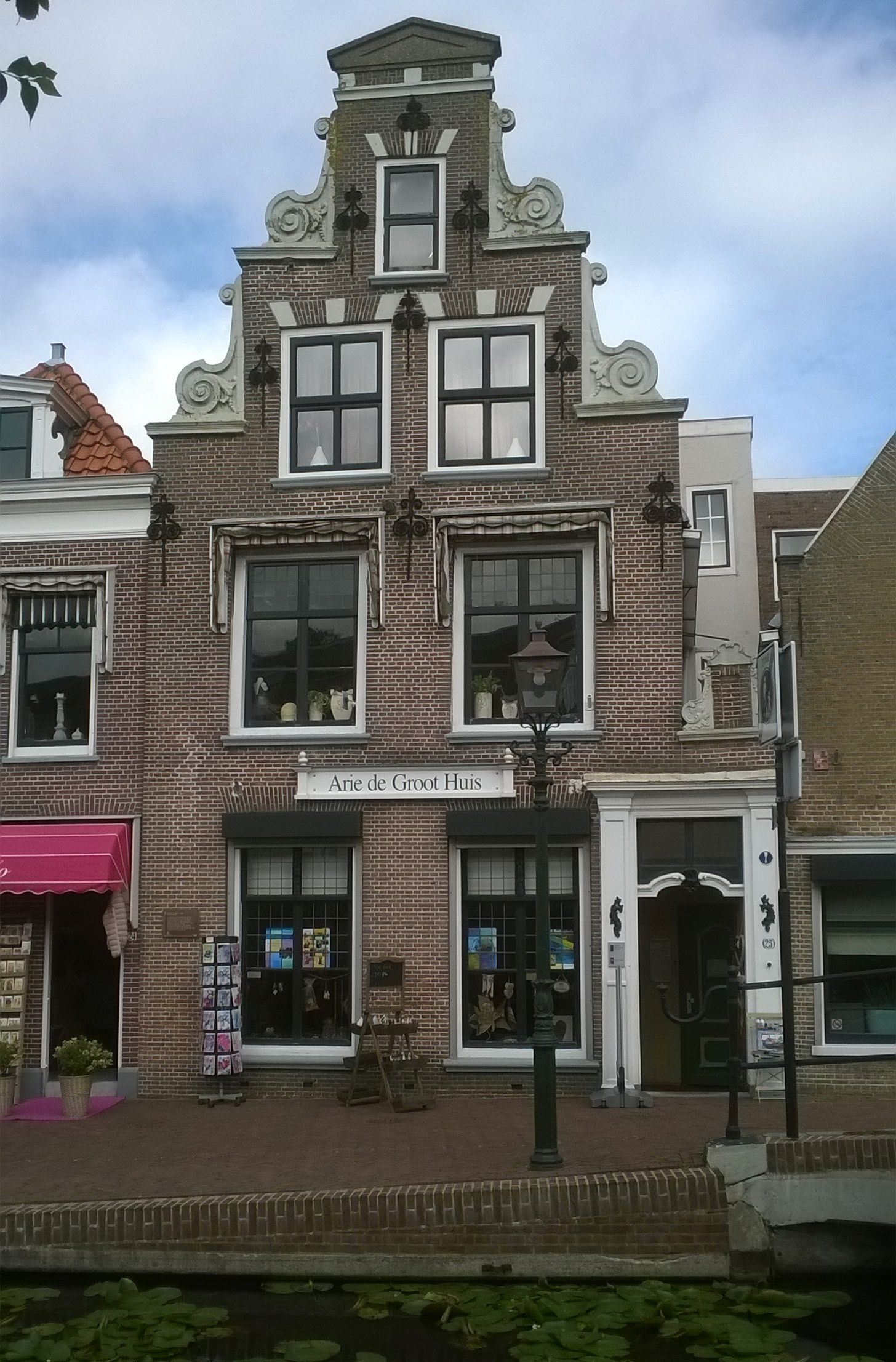
Arie de Groot Huis
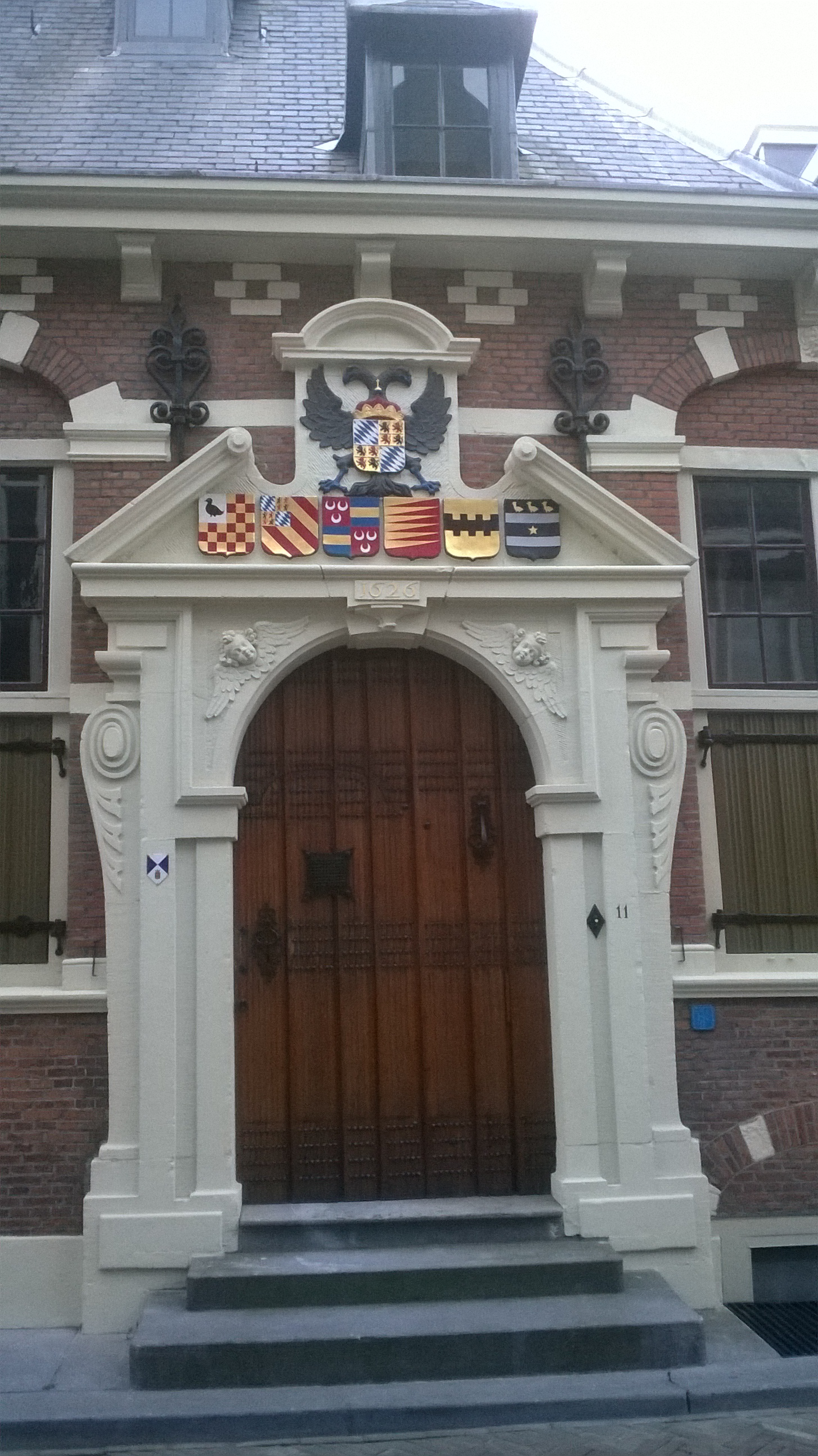
Gemeenlandshuis
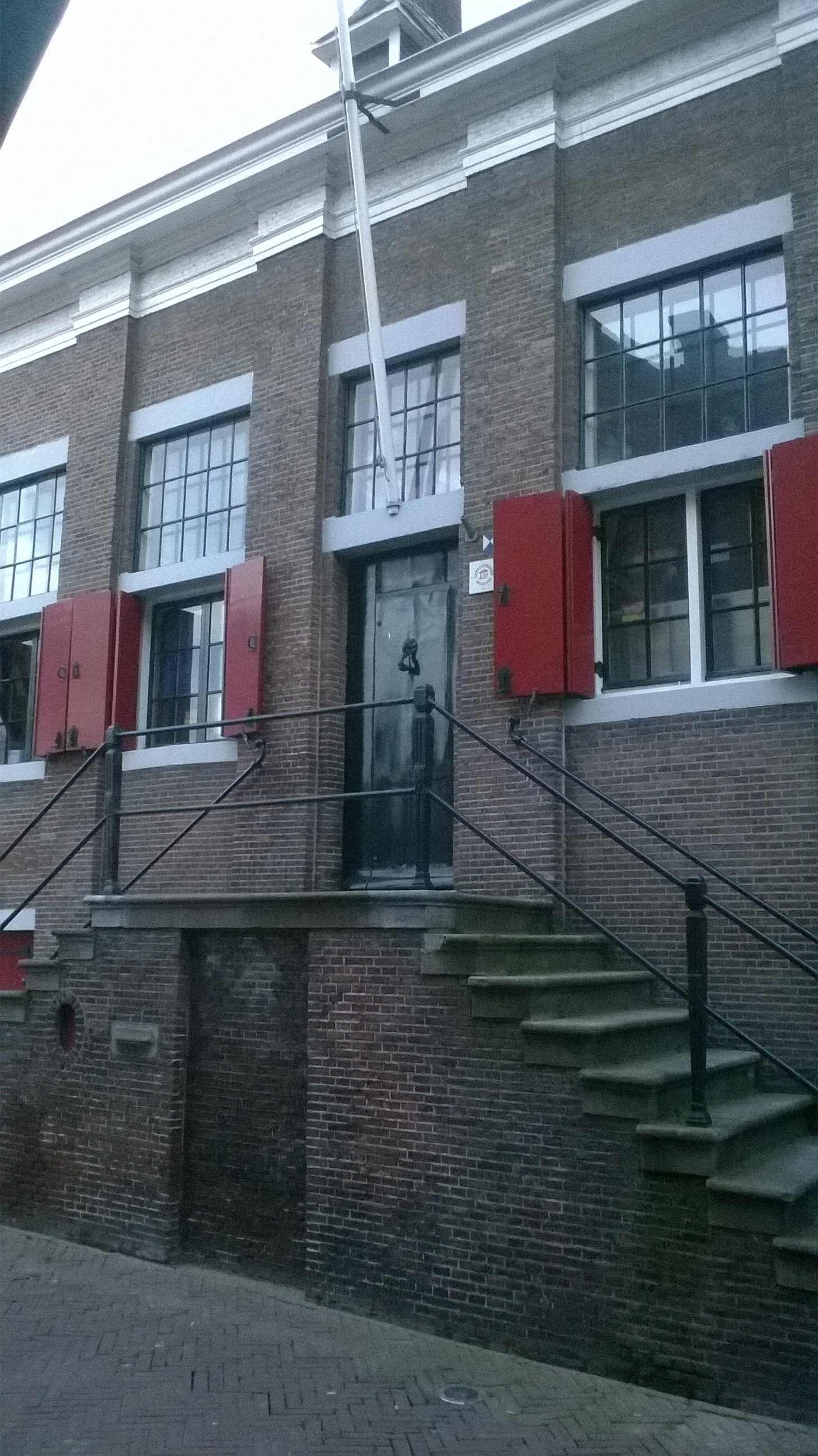
Oude Raadhuis / Stadhuis
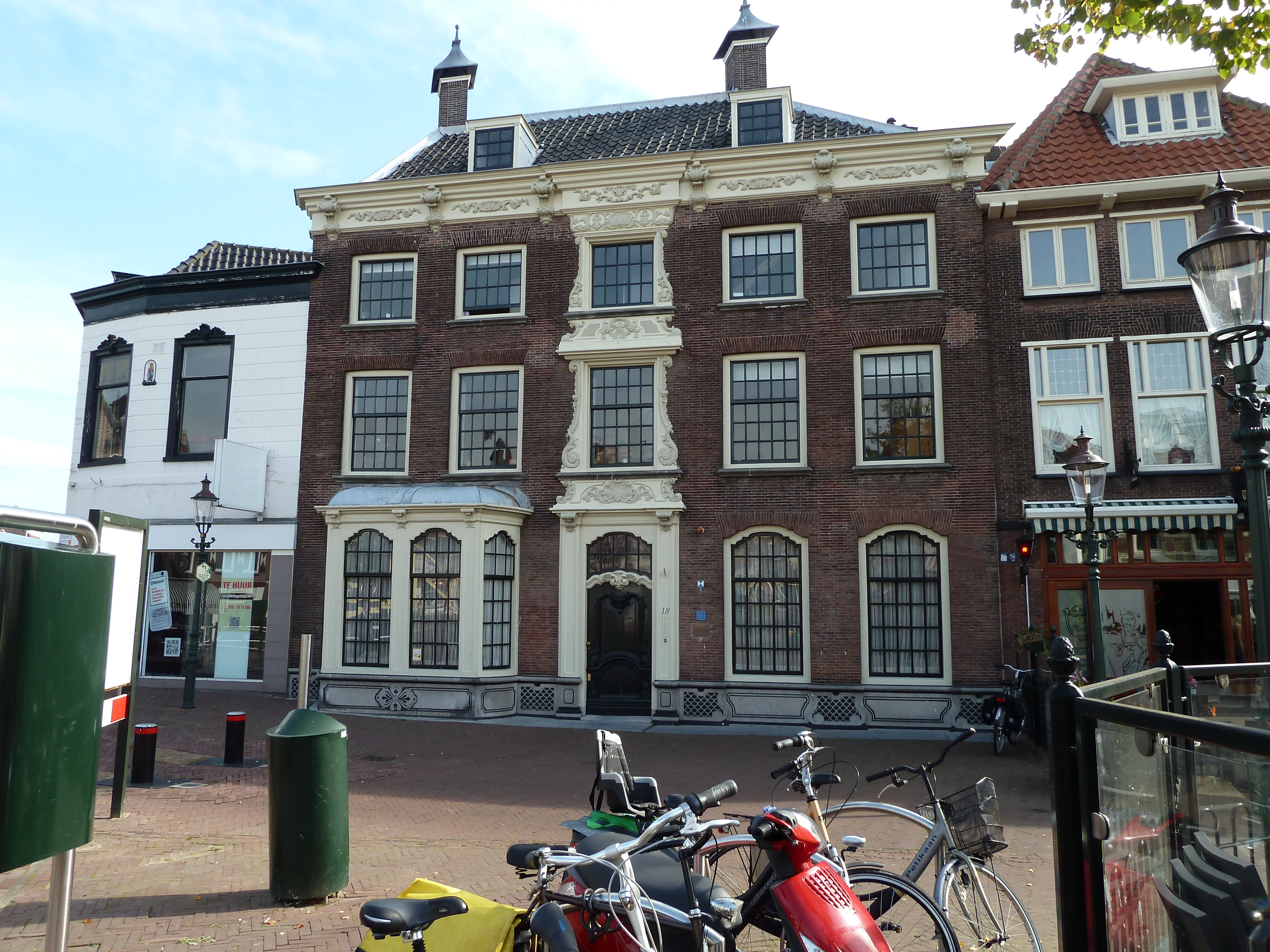
Patriciershuis
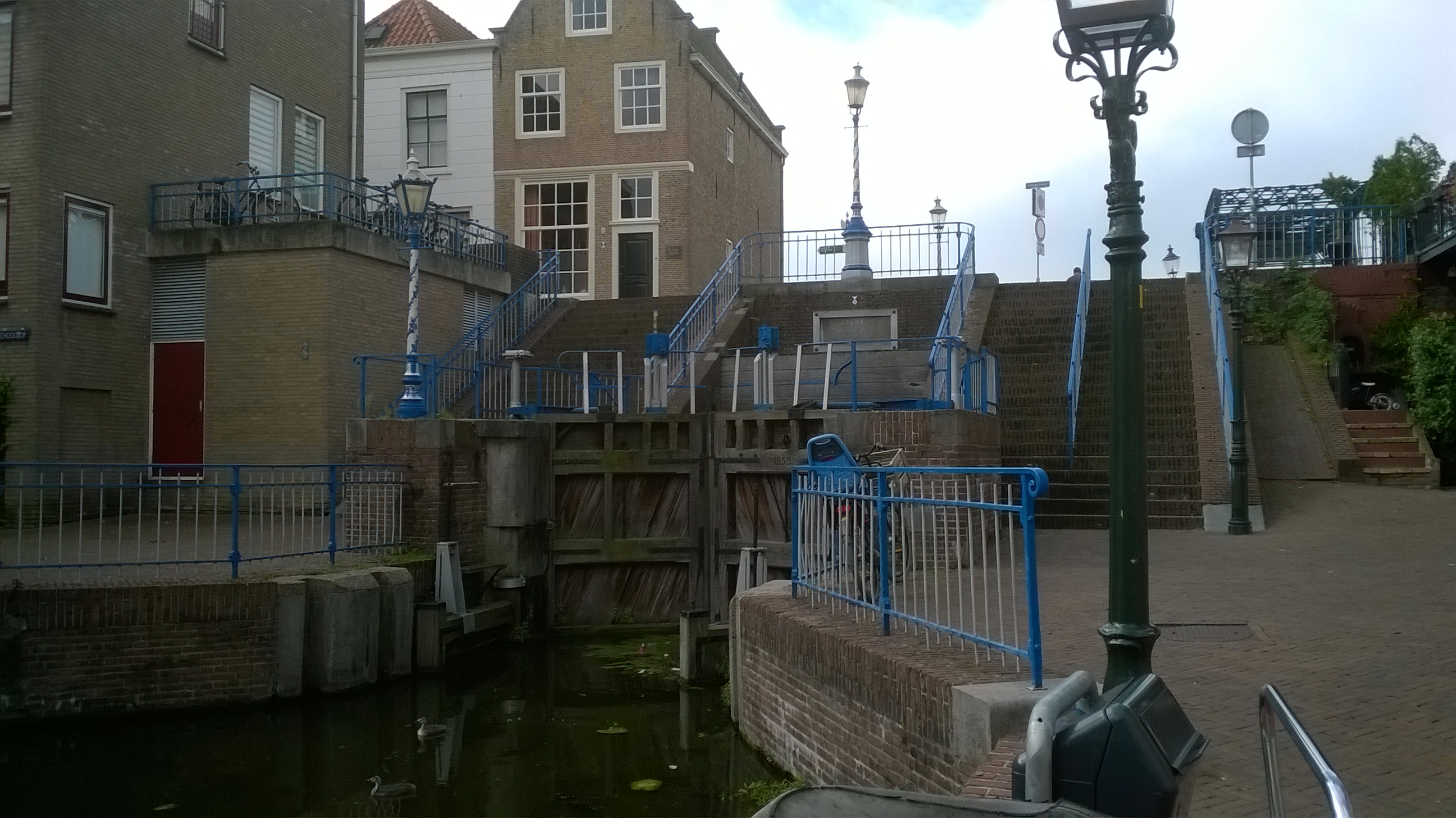
Monstersche sluis

Vele woonhuizen uit laat 18e eeuw binnen dit gebied vallen onder het gemeentelijke monumentenzorg. Voorbeeld hiervan is Zuiddijk 18, wat nu deel van Museum Maassluis is.